# Huambo
Huambo er en by i den centrale del af Angola med et indbyggertal på ca. 844.000 (2019) indbyggere. Byen er hovedby i provinsen Huambo.